# 러브 앳
《러브 앳》(Mon inconnue, Love at Second Sight)은 벨기에에서 제작된 위고 젤랭 감독의 2019년 멜로/로맨스, 코미디 영화이다. 프랑수아 시빌 등이 주연으로 출연하였고 스테판 셀러리어 등이 제작에 참여하였다.

## 출연

### 주연
- 프랑수아 시빌
- 조세핀 자피

### 조연
- 벤자민 라베른헤
- 까밀리에 를르쉐
- 아마우리 드 크레양쿠르
- 에디트 스코브

## 기타
- 사운드슈퍼바이저: 아나이스 루티엑스
- 미술: 스테판 로젠바움
- 시각효과: 제레미 로우
- 의상: 이사벨 마티유
- 배역: 마이클 라규엔스